# Sporobolus crucensis
Sporobolus crucensis är en gräsart som beskrevs av Stephen Andrew Renvoize. Sporobolus crucensis ingår i släktet droppgräs, och familjen gräs. Inga underarter finns listade i Catalogue of Life.